# Supermercados Guanabara
Supermercados Guanabara, é uma grande rede de supermercados que atua na cidade do Rio de Janeiro, Niterói, São Gonçalo e municípios da Baixada Fluminense.

## História
A empresa foi fundada em 1950 por portugueses. Em 1967, as Casas Guanabara contavam com treze filiais distribuídas pelo Rio de Janeiro. Durante uma onda de crimes contra empresários, o então proprietário da empresa Belmiro Bragança de Andrade foi sequestrado em 5 de julho de 1989. Andrade acabou sendo libertado pelos sequestradores após o resgate de 1.200.000,00 de cruzados novos ter sido pago.
A partir da década de 2000, experimentou um crescimento significativo após a falência de outras redes de supermercados cariocas como as Casas da Banha e ao utilizar-se de estratégias de marketing  consideradas arrojadas, como peças publicitárias com atores da rede de televisão e sorteio de carros, vale de compras e alguns shows no Citibank Hall.
O mercado também passou a promover o "Aniversário Guanabara", uma promoção que dura um mês, onde os preços são muito abaixo do resto do ano e dos demais concorrentes, o que gera multidões de consumidores. Tal promoção acabou sendo alvo de piadas em redes sociais. Por conta do suposto trabalho excessivo ao qual seus funcionários tem sido submetidos, a rede chegou a ser denunciada em 2015 pelo Sindicato dos Comerciários do Rio de Janeiro. Também possuía um camarote na Marquês de Sapucaí. A partir de 19 de janeiro de 2020, durante a pandemia de COVID-19, suas lojas pararam de funcionar aos Domingos.